# DART Modélisation du transfert radiatif Terre-Atmosphère
DART  (Discrete Anisotropic Radiative Transfer) est un modèle 3D de transfert radiatif utilisant la méthode SN (ou méthode des ordonnées discrètes), développé pour la recherche scientifique, en particulier la télédétection.
Développé au CESBIO depuis 1992, le modèle DART a été breveté en 2003. La licence est gratuite pour la recherche scientifique.